# طفل عبقري

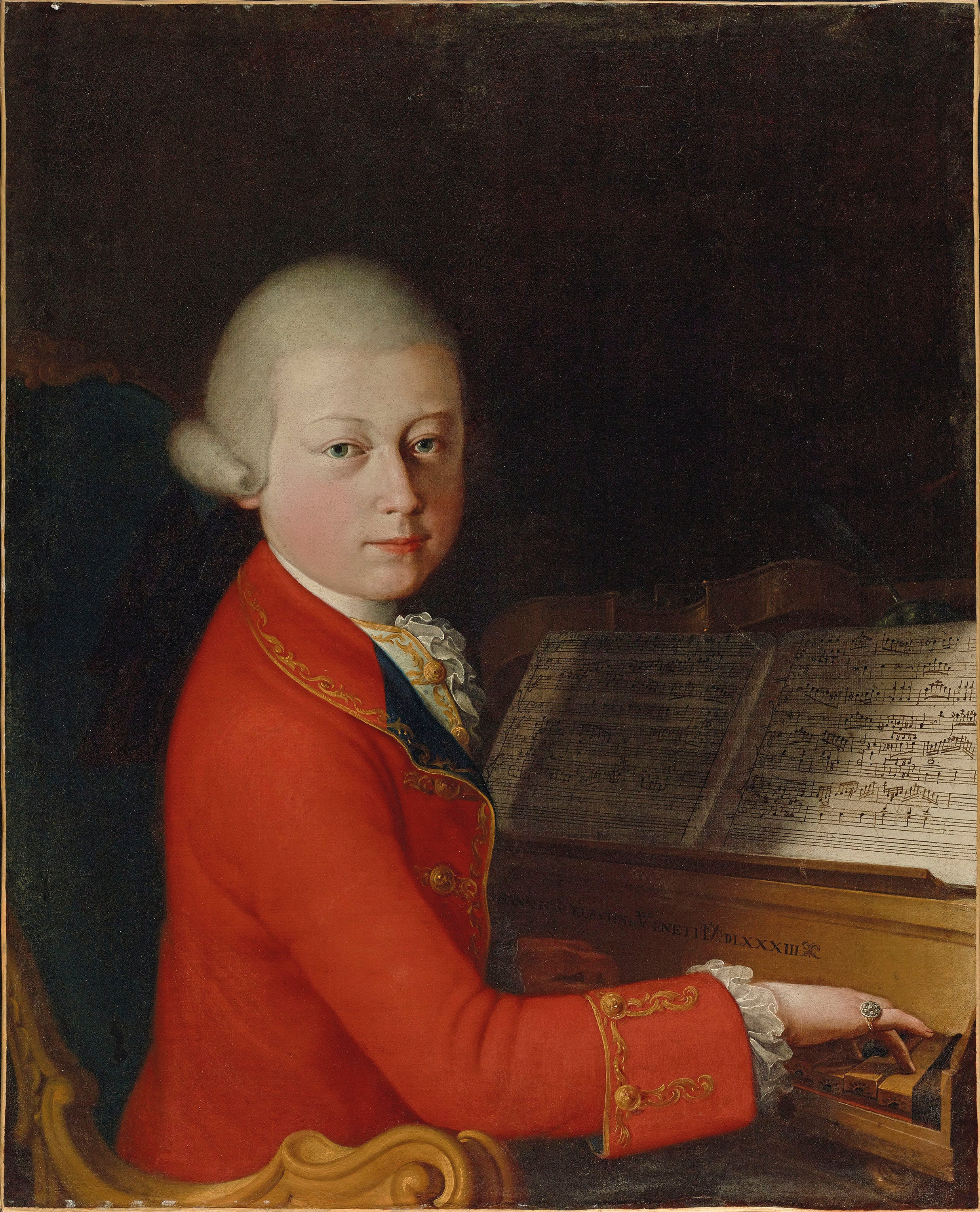
فولفغانغ أماديوس موتسارت، الطفل المعجزة المعروف، بدأ التأليف الموسيقي في سن الخامسة.

الطفل العبقري أو النابغة هو من الناحية التقنية طفل دون سن العاشرة يتمكّن من إنتاج عمل ذي معنى في مجال معين بمستوى يماثل خبراء بالغين. كما يُستخدم المصطلح بشكل أوسع لوصف الشباب الموهوبين استثنائيًا في مجالات محددة.
يُشار أحيانًا إلى الطفل النابغة بمصطلح "وندركيند"، وهو مشتق من الألمانية Wunderkind، والتي تعني "الطفل المعجزة". يُستخدم هذا المصطلح بشكل خاص في التقارير الإعلامية، كما قد يشير أيضًا إلى الأفراد الذين يحققون نجاحًا بارزًا مبكرًا في حياتهم المهنية كب بالغين.
بشكل عام، يُعتقد أن النوابغ في مختلف المجالات يتمتعون بمعدّل ذكاء مرتفع، إلى جانب ذاكرة استثنائية واهتمام دقيق بالتفاصيل. ومن الملاحظ أن النوابغ في الرياضيات والفيزياء غالبًا ما يمتلكون معدلات ذكاء عالية جدًا، إلا أن ذلك قد يكون عائقًا للنوابغ في مجالات الفن.

## العلاقة مع التوحد
تشير الأبحاث إلى وجود تمثيل زائد لحالات التوحد بين أقارب الأطفال النوابغ، حيث تم العثور على أفراد من عائلاتهم يعانون من اضطراب طيف التوحد بمعدلات أعلى من المتوسط. كما أظهرت الدراسات أن أقارب الدرجة الأولى لكل من الأطفال النوابغ والمصابين بالتوحد لديهم درجات أعلى على مقياس حاصل التوحد [الإنجليزية] (AQ) مقارنة بمعدل الانتشار الطبيعي.
يمكن ملاحظة بعض سمات التوحد بين الأطفال النوابغ، خاصة في المجالات المرتبطة بالحساب والرياضيات. فقد تبين أن الوظائف الاجتماعية لديهم قد تكون أضعف نتيجة زيادة النشاط العصبي في مناطق الدماغ التي تعزز الأداء الحسابي، مثل الفص المؤخري والتلفيف اللساني والمغزلي، وهي نفس المناطق المسؤولة عن الوظائف الاجتماعية والعاطفية. هذه التغيرات العصبية قد تؤثر على قدرتهم على معالجة الوجوه العاطفية وفهم التفاعلات الاجتماعية المعقدة، ولكن دون أن تصل إلى مستوى الاضطرابات النفسية المرضية.
إضافة إلى ذلك، يتمتع النوابغ باهتمام أعلى بالتفاصيل، وهي سمة نموذجية لمقياس حاصل التوحد (AQ)، حيث تكون هذه السمة أكثر وضوحًا لديهم حتى عند مقارنتهم بالأشخاص المصابين بمتلازمة أسبرجر.